# Volta a Cataluña 1928
La Volta a Cataluña 1928 fue la décima edición de la Volta a Cataluña. Se disputó en 9 etapas del 8 al 16 de septiembre de 1928. El vencedor final fue el español Mariano Cañardo.
63 ciclistas tomaron la salida en esta edición de la Volta a Cataluña. 

## Etapas
| Etapa | Fecha            | Ciudades de etapa      | km     | Vencedor de la etapa | Líder de la general |
| ----- | ---------------- | ---------------------- | ------ | -------------------- | ------------------- |
| 1º    | 8 de septiembre  | Barcelona - Tortosa    | 212 km | Mariano Cañardo      | Mariano Cañardo     |
| 2º    | 9 de septiembre  | Tortosa - Reus         | 204 km | Mariano Cañardo      | Mariano Cañardo     |
| 3º    | 9 de septiembre  | Reus - Tárrega         | 140 km | Giuseppe Pancera     | Miguel Mucio        |
| 4º    | 11 de septiembre | Tárrega - Puigcerdá    | 164 km | Carlo Porzio         | Miguel Mucio        |
| 5º    | 12 de septiembre | Puigcerdá - Figueras   | 145 km | Julio Borrás         | Mariano Cañardo     |
| 6º    | 13 de septiembre | Figueras - Palafrugell | 153 km | Mariano Cañardo      | Mariano Cañardo     |
| 7º    | 14 de septiembre | Palafrugell - Bañolas  | 73 km  | Manuel Martínez      | Mariano Cañardo     |
| 8º    | 15 de septiembre | Bañolas - Gironella    | 143 km | Valeriano Riera      | Mariano Cañardo     |
| 9º    | 16 de septiembre | Gironella - Barcelona  | 108 km | Marcel Autaa         | Mariano Cañardo     |

### 1ª etapa[1]
8-09-1928: Barcelona - Tortosa. 212,0 km
|   | Ciclista        | Tiempo     |
| - | --------------- | ---------- |
| 1 | Mariano Cañardo | 6h 57' 21" |
| 2 | Juan Mateu      | m. t.      |
| 3 | Miguel Mucio    | m. t.      |

|   | Ciclista        | Tiempo     |
| - | --------------- | ---------- |
| 1 | Mariano Cañardo | 6h 57' 21" |
| 2 | Juan Mateu      | m. t.      |
| 3 | Miguel Mucio    | m. t.      |

### 2ª etapa
09-09-1928: Tortosa - Reus. 204,0 km
|   | Ciclista         | Tiempo     |
| - | ---------------- | ---------- |
| 1 | Mariano Cañardo  | 8h 33' 12" |
| 2 | Giuseppe Pancera | m. t.      |
| 3 | Miguel Mucio     | m. t.      |

|   | Ciclista        | Tiempo      |
| - | --------------- | ----------- |
| 1 | Mariano Cañardo | 15h 30' 33" |
| 2 | Miguel Mucio    | m. t.       |
| 3 | Julio Borrás    | + 10' 20"   |

### 3ª etapa[2]
10-09-1928: Reus - Tàrrega. 140,0 km
|   | Corredor         | Tiempo     |
| - | ---------------- | ---------- |
| 1 | Giuseppe Pancera | 5h 15' 35" |
| 2 | Julio Borrás     | m. t.      |
| 3 | Juan Bibiloni    | + 05"      |

|   | Ciclista        | Tiempo      |
| - | --------------- | ----------- |
| 1 | Miguel Mucio    | 20h 46' 20" |
| 2 | Mariano Cañardo | + 02' 50"   |
| 3 | Julio Borrás    | + 10' 08"   |

### 4ª etapa[3]
11-09-1928: Tárrega - Puigcerdá. 164,0 km
|   | Ciclista        | Tiempo     |
| - | --------------- | ---------- |
| 1 | Carlo Porzio    | 6h 13' 47" |
| 2 | Valeriano Riera | m. t.      |
| 3 | Mariano Cañardo | + 48"      |

|   | Ciclista        | Tiempo      |
| - | --------------- | ----------- |
| 1 | Miguel Mucio    | 27h 00' 55" |
| 2 | Mariano Cañardo | + 02' 50"   |
| 3 | Julio Borrás    | + 11' 03"   |

### 5ª etapa
12-09-1928: Puigcerdá - Figueras. 145,0 km
|   | Ciclista        | Tiempo     |
| - | --------------- | ---------- |
| 1 | Julio Borrás    | 4h 28' 45" |
| 2 | Mariano Cañardo | m. t.      |
| 3 | Valeriano Riera | + 06' 50"  |

|   | Ciclista        | Tiempo      |
| - | --------------- | ----------- |
| 1 | Mariano Cañardo | 31h 32' 30" |
| 2 | Miguel Mucio    | + 04' 00"   |
| 3 | Julio Borrás    | + 07' 18"   |

### 6ª etapa[4]
13-09-1928: Figueras - Palafrugell. 153,0 km
|   | Corredor        | Tiempo     |
| - | --------------- | ---------- |
| 1 | Mariano Cañardo | 6h 08' 49" |
| 2 | Valeriano Riera | m. t.      |
| 3 | Miguel Mucio    | m. t.      |

|   | Ciclista        | Tiempo      |
| - | --------------- | ----------- |
| 1 | Mariano Cañardo | 37h 41' 19" |
| 2 | Miguel Mucio    | + 04' 00"   |
| 3 | Julio Borrás    | + 14' 40"   |

### 7ª etapa
14-09-1928: Palafrugell - Bañolas. 73,0 km
|   | Corredor        | Tiempo     |
| - | --------------- | ---------- |
| 1 | Manuel Martínez | 3h 16' 19" |
| 2 | Julio Borrás    | m. t.      |
| 3 | Mariano Cañardo | m. t.      |

|   | Ciclista        | Tiempo      |
| - | --------------- | ----------- |
| 1 | Mariano Cañardo | 40h 57' 38" |
| 2 | Miguel Mucio    | + 04' 00"   |
| 3 | Julio Borrás    | + 14' 40"   |

### 8ª etapa[5]
15-09-1928: Bañolas - Gironella. 143,0 km
|   | Corredor        | Tiempo     |
| - | --------------- | ---------- |
| 1 | Valeriano Riera | 6h 22' 50" |
| 2 | Mariano Cañardo | + 03"      |
| 3 | Julio Borrás    | + 01' 55"  |

|   | Ciclista        | Tiempo      |
| - | --------------- | ----------- |
| 1 | Mariano Cañardo | 47h 20' 31" |
| 2 | Miguel Mucio    | + 05' 52"   |
| 3 | Julio Borrás    | + 16' 32"   |

### 9ª etapa[6]
16-09-1928: Gironella - Barcelona. 108,0 km
|   | Corredor     | Tiempo     |
| - | ------------ | ---------- |
| 1 | Marcel Autaa | 3h 43' 00" |
| 2 | Julio Borrás | + 05"      |
| 3 | Juan Segarra | m. t.      |

|   | Ciclista        | Tiempo      |
| - | --------------- | ----------- |
| 1 | Mariano Cañardo | 51h 03' 36" |
| 2 | Miguel Mucio    | + 05' 52"   |
| 3 | Julio Borrás    | + 16' 32"   |

## Clasificación General
|    | Ciclista            | Tiempo       |
| -- | ------------------- | ------------ |
|    | Mariano Cañardo     | 51h 03' 36"  |
| 2  | Miguel Mucio        | + 5' 52"     |
| 3  | Julio Borrás        | + 16' 32"    |
| 4  | Valeriano Riera     | + 56' 18"    |
| 5  | José Figueras       | + 57' 49"    |
| 6  | Manuel Martínez     | + 1h 03' 28" |
| 7  | Juan Segarra        | + 1h 10' 09" |
| 8  | Ricardo Ferrando    | + 1h 25' 59" |
| 9  | Juan Bibiloni       | + 1h 27' 48" |
| 10 | José María Pallarés | + 1h 35' 00" |